# Knut V av Danmark
Knut Magnusson, på danska Knud 5., född omkring 1129, död 9 augusti 1157, var kung av Danmark 1146–1157. Han var son till Magnus Nilsson av Danmark och Rikissa av Polen.
Knut valdes 1147 till kung på Jylland, medan hans halvkusin Sven Grate korades till kung på Själland. Följden blev ett långvarigt inbördeskrig. Knut jagades 1150 till Sverige och 1151 till Sachsen, men fick ändå 1152 Själland till län genom tyske kejsarens medling. 
Efter en ny strid fördrevs Sven ur landet 1154 av Knut och Knut Lavards son Valdemar. De delade sedan makten. Till slut ingicks sommaren 1157 en förlikning, och riket delades i tre delar. Sven erhöll de skånska landskapen, Valdemar fick Jylland och Knut fick öarna. Den 9 augusti 1157 hade Sven de två andra kungarna till gäster i Roskilde, när han lät överfalla sina medtävlare. Knut dödades, i det som kallas blodsgillet i Roskilde, medan Valdemar lyckades rädda sig. 
Knut gifte sig 1156 med en dotter (i vissa texter kallad Helena) till kung Sverker den äldre av Sverige, som i sin tur hade gift om sig med Knuts mor, Rikissa, vilket innebar att Knuts mor också blev hans styvsvärmor.
Barn:
1. Nils den helige (med makan), död 1180 (hade utomäktenskapliga barn)
2. Valdemar av Slesvig (med frilla), 1157–1236, biskop (hade utomäktenskapliga barn)
3. Hildegard Knutsdotter (möjligen med frilla, levnadsår okända, ifrågasatt[2]), gift med fursten Jaromar I av Rügen

- En dotter som skall ha hetat Birgitta och varit gift med Bernhard III av Sachsen, finns dock inte med i trovärdiga källor.[3]